# Coccodiella minuta
Coccodiella minuta är en svampart som först beskrevs av Hans Sydow, och fick sitt nu gällande namn av I. Hino & Katum. 1968. Coccodiella minuta ingår i släktet Coccodiella och familjen Phyllachoraceae.   Inga underarter finns listade i Catalogue of Life.